# Orde van Militaire Verdienste (Rusland)
De Orde van Militaire Verdienste (Russisch: "Орден "За военные заслуги"" of Orden "Za vojennye zasloegi") is een op 1 juni 1995 door president Boris Jeltsin van de Russische Federatie in een decreet ingestelde orde van verdienste. De orde heeft, zoals bij de Socialistische orden gebruikelijk was, een enkele graad en werd en wordt aan Russen en vreemdelingen toegekend.
De onderscheiding wordt toegekend voor tien jaar dienst of bijzondere verdiensten.
Men draagt de achtpuntige gouden ster met lauwerkrans en wapen van de orde aan een vijfhoekig opgemaakt blauw lint met brede rode middenstreep met smalle witte randen op de linkerborst.
De diagonale armen van de ster zijn geëmailleerd in de kleuren van de Russische vlag; rood, blauw en wit. Het centrale medaillon is donkerrood en daarop is een gouden Russisch wapen gelegd.
Op een uniform mag men een baton in de kleuren van het lint dragen.